# Ari Lasso
Bernardus Ari Lasso, más conocido como Ari Lasso (Madiun, Java Oriental, 17 de enero de 1973), es un cantante de música pop indonesio. Ha grabado como vocalista de la banda (1993-1997 Dewa 19), que finalmente terminó con dicha agrupación y se inició su carrera como cantante solista.

## Álbum

### Bersama Dewa 19
- Dewa 19 (1992)
- Format Masa Depan (1994)
- Terbaik Terbaik (1995)
- Pandawa Lima (1997)
- The Best Of Dewa 19 [1999]

### Álbumes
- Sendiri Dulu (2001)
- Keseimbangan (2003)
- Kulihat, Kudengar, Kurasa (2004)
- Selalu Ada (2006)
- The Best of (2007)
- Pengasihmu (2009)

### Iklan
- Kuku Bina Ener-G ROSA
- Tolak Angin Flu
- Daihatsu Luxio
- Yakult
- PLN